# Portugals flagga
Portugals flagga är tvådelad i färgerna rött och grönt, och är belagd med det centrala emblemet ur Portugals statsvapen. Den gröna färgen står för Henrik Sjöfararen, och den röda representerar revolutionen. Det inre gröna fältet ska uppta två femtedelar av flaggans längd.
Flaggan antogs den 30 juni 1911 i samband med att Portugal övergav monarkin och införde republik. Den gamla kungaflaggan hade varit i färgerna vitt och blått och ersattes med en modern flagga som samtidigt refererade till landets historia som betydelsefull sjömakt. Emblemet i mitten innehåller flera olika element som symboliserar Portugals stormaktstid. Proportionerna är 2:3.

## Färger
| Schema | Röd         | Grön          | Gul       | Blå           | Vit         | Svart       |
| ------ | ----------- | ------------- | --------- | ------------- | ----------- | ----------- |
| PMS    | 485 CVC     | 349 CVC       | 803 CVC   | 288 CVC       | —           | Black 6 CVC |
| RGB    | 255-0-0     | 0-102-0       | 255-255-0 | 0-51-153      | 255-255-255 | 0-0-0       |
| RGB    | #FF0000     | #006600       | #FFFF00   | #003399       | #FFFFFF     | #000000     |
| CMYK   | 0-100-100-0 | 100-35-100-30 | 0-0-100-0 | 100-100-25-10 | 0-0-0-0     | 0-0-0-100   |

## Exempel på varianter
|  |  |  |

|  |  |  |